# Khun Phi Fa
Khun Phi Fa (voller Thronname Samdat Brhat-Anya Phya Vath; * 14. Jahrhundert in Luang Phrabang; † 1343 in Luang Phrabang) war seit etwa den 1330er Jahren bis zu seinem Tod König von Rajadharani Sri Sudhana, dem heutigen Luang Phrabang.

## Leben
Khun Phi Fa war der älteste Sohn von König Suvanna Kamphong (reg. seit 1316). Er wurde privat im Palast erzogen. Khun Phi Fa wurde von seinem Vater aus Rajadharani Sri Sudhana vertrieben, nachdem er mit einer der Ehefrauen seines Vaters ein Verhältnis hatte. Nach dem Tod seines Vaters, dessen Datum nicht bekannt ist, folgte er diesem auf den Thron.
Khun Phi Fa hatte zwei Söhne
- Chaofa Kamareava (Kamreo)
- Chaofa Naguna (Fa Ngum), der als späterer König von Rajadharani Sri Sudhana das Reich Lan Chang gründete

und zwei Töchter.